# Listă de filme despre războaie din perioada Renașterii
Această listă se referă la filme despre războaiele din perioada Renașterii (sec. XIV-XVII).
| An   | Țara    | Nume           | Regizor             | Actori | Note / Ref. |
| ---- | ------- | -------------- | ------------------- | --- | --- |
| 1971 | România | Mihai Viteazul | Sergiu Nicolaescu   | Amza Pellea, Olga Tudorache, Irina Gărdescu, György Kovács, Nicolae Secăreanu, Aurel Rogalschi, Ioana Bulcă, Maria Clara Sebők, Septimiu Sever, Ilarion Ciobanu, Florin Piersic, Mircea Albulescu, Ion Besoiu, Emmerich Schäffer, Sergiu Nicolaescu | Filmul este format din două părți: Călugăreni și Unirea. Filmul Mihai Viteazul a fost propunerea României la Premiul Oscar pentru cel mai bun film străin în 1972. |
| 2007 | Rusia   | 1612           | Vladimir Khotinenko | Michał Żebrowski, Mikhail Porechenkov, Marat Bașarov | Războiul polono-rus (1605-1618) |